# Épargnes

Épargnes este o comună în departamentul Charente-Maritime, Franța. În 1 ianuarie 2022 avea o populație de 925 de locuitori.